# Fightstar
Fightstar — рок-группа, была образована в Великобритании в 2003 году. Звучание группы сочетает в себе элементы пост-хардкора, металла, альтернативного рока и некоторых других жанров. Несмотря на значительную долю скептицизма, которое сопровождало группу в начале карьеры из-за участия фронтмена группы Чарли Симсона в поп-проекте Busted, первые концерты и дебютный EP были тепло приняты как слушателями, так и критиками.

## Дискография
Альбомы
- Grand Unification (2006)
- One Day Son, This Will All Be Yours (2007)
- Be Human (album)|Be Human (2009)
- Behind the Devil's Back (2015)

EP
- They Liked You Better When You Were Dead (2005)

Сборники
- Alternate Endings (2008)

## Состав
- Charlie Simpson — вокал, гитара, клавишные.
- Alex Westaway — гитара, вокал.
- Dan Haigh — бас-гитара.
- Omar Abidi — ударные.

## Интересные факты
- В фильме «Обитель зла 3» использована песня «Deathcar».